# Ranunculus praemorsus
Ranunculus praemorsus är en ranunkelväxtart som beskrevs av Carl Sigismund Kunth och Dc.. Ranunculus praemorsus ingår i släktet ranunkler, och familjen ranunkelväxter.

## Underarter
Arten delas in i följande underarter:
- R. p. amellus
- R. p. sibbaldioides